# Ритуал отварања уста
Ритуал отварања уста је био староегипатски ритуал описан у погребним текстовима попут текстова пирамида.

## Погребна магија
Ритуал укључује симболично оживљавање статуе или мумије магичним отварањем њених уста како би покојник у загробном животу могао да дише и говори. Постоје докази да се овај ритуал практиковао још од Старог царства, а последњи пут се примећује током Римског периода. Коришћене су посебне алатке попут ритуалног тесла, кашикастог сечива познатог као песешкаф, ножа са главом змије и разни амулети.
Древни Египћани су веровали да души особе у загробном животу требају храна и вода како би опстала. Ритуал отварања уста је извођен како би покојник у наредном животу могао да користи уста да једе, пије и говори и самим тим је био од изузетног значаја за загробни живот.
Ритуал је укупно имао до 75 етапа и његова најпотпунија варијанта је сачињена од фаза:
- Етапа 1–9 Прелиминарни обред
- Етапа 10–22 Оживљавање статуе
- Етапа 23–42 Дарови меса који се поклапају са Горњим Египтом
- Етапа 43–46 Дарови меса који се поклапају са Доњим Египтом
- Етапа 47–71 погребни оброк
- Етапа 72–75 Затварање обреда

## Књига мртвих
Књига мртвих је настала од текстова пирамида и текстова ковчега у Новом царсту и она такође садржи чини за отварање уста. Ове чини су сами покојници бацали на себе:
Моја уста отвара Птах,
Окове мојих уста одвезује моје градско божанство.
Тот је дошао опремљен чинима,
Он опушта окове Сета са мојих уста.
Атум ми даје моје руке,
Оне су постављене као чувари.
Моја уста су ми подарена,
Моја уста орвара Птах,
Са оним металним длетом
Са којим је отворио уста богова.
Ја сам Сехмет-Ваџет који живи западно од раја,
Ја сам Сахјет међу душама Она.